# Доминик Манони
Доминик Октав Манони (на френски: Dominique-Octave Mannoni) е френски психоаналитик, философ и антрополог.

## Биография
Роден е на 29 август 1899 година в Солон, Франция. Изучава философия в Страсбург. От 1920 преподава в гимназия в Мартиника, а от 1930 е професор по философия в Мадагаскар. През 1945 г. става ръководител на информационната служба на острова.
След прекарването на повече от 20 години в Мадагаскар, Манони се връща във Франция след Втората световна война, където, вдъхновен от Жак Лакан, публикува няколко психоаналитични книги и статии. Най-известната му работа е „Просперо и Калибан: Психология на колонизацията“, която се занимава с колонизацията и психологията на колонизатора и колонизирания. Книгата е по-късно критикувана от писатели като Франц Фанон.
Съпругата на Доминик е Мо Манони.
Умира на 30 юли 1989 година в Париж на 89-годишна възраст.